# Ebriés

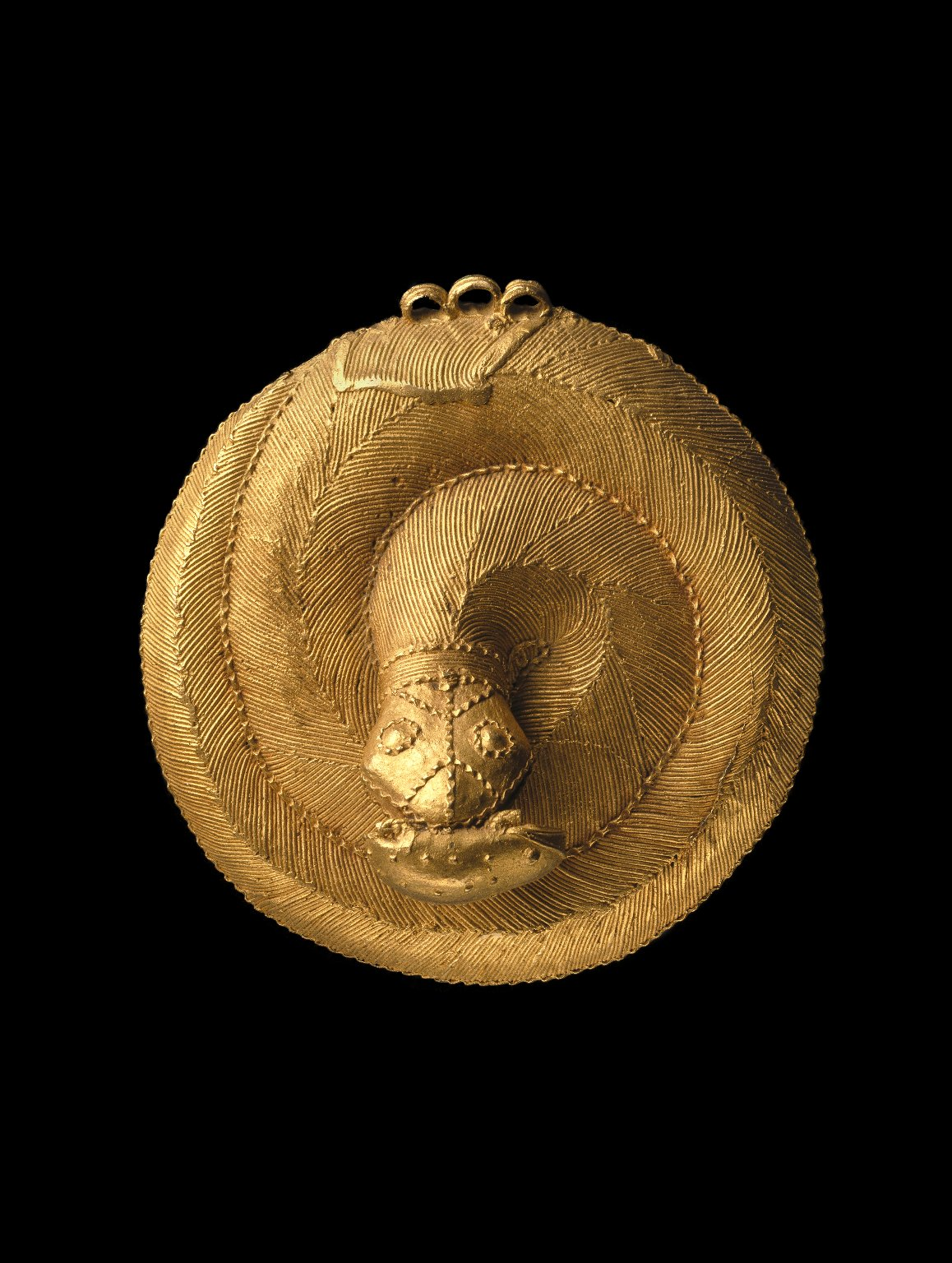
La serp ebrié

Els ebriés (o kyames) són un grup ètnic que forma part dels àkans i viuen a la regió d'Abidjan de Costa d'Ivori, on representen el 0,7% de la població. Els 63 pobles de la regió Ebrié es divideixen en nou grups que s'anomenen Kwè, Bidjan, Yopougon, Nonkwa, Songon, Bodo, Dyapo, Bya i Gnangon. La seva llengua és l'ebrié, una de les llengües nigerocongoleses del grup Àkan. Hi ha entre 75.900 (1988), 136.000 (joshuaproject) i 144.000 ebriés.
Els seus orígens històrics s'han d'anar a buscar a prop dels llacs de la regió Ashanti de Ghana, però van haver d'anar al sud a partir del segle xviii després de lluitar contra una tribu veïna. Originàriament anomenats "Tchaman" o "Achan" (dos paraules que signifiquen els escollists en la seva llengua), després d'una derrota militar els seus veïns Abouré els passaren a anomenar Ebriés, que significa bruts. Per aquest motiu els Ebriés van passar a anomenar als Abouré com Koroman, que significa gent bruta.

## Situació territorial i pobles veïns
Segons l'ethnologue, el territori ebrié està situat a 57 poblacions dels districtes d'Abidjan i de Lagunes. Concretament, estan situades al Districte d'Abidjan i a la regió de Grans Ponts, a les subprefectures de Dabou i de Bingerville. Segons el peoplegroups aquest territori està centrat a la ciutat d'Abidjan i va des de l'alçada de la ciutat de Dabou, a l'oest fins a l'altura de la ciutat de Grand-Bassam, a l'est.
Segons el mapa lingüístic de Costa d'Ivori de l'ethnologue, els ebriés són veïns dels alladians i dels betis, que viuen al sud, a l'altra ribera de la llacuna Ebrié; amb els mbatos que viuen a l'est, amb els attiés, que viuen al nord i amb els abés i els adioukrous, que viuen a l'oest.

## Llengua
La llengua materna dels ebriés és l'ebrié, però també parlen i utilitzen el francès, que és la llengua oficial del país.

## Religió
Segons el joshuaproject, el 95% dels ebriés són cristians i el 5% són musulmans. El 80% dels ebriés pertanyen a esglésies independents, el 10% són protestants i el 10% són catòlics. El 8% dels ebriés cristians pertanyen a moviments evangelistes. Segons el peoplegroups, la religió majoritària dels ebriés és un cristianisme marginal que, tot i que té arrels cristianes, no es pot considerar teològicament cristià.